# Rebellion (2023)
Pour les articles homonymes, voir Rebellion (homonymie).
Rebellion (2023) est un évènement de catch professionnel produit par la fédération américaine Impact Wrestling. Il se déroulera le 16 avril 2023 au Rebel Complex Entertainment à Toronto dans l'Ontario au Canada. Il s'agit du cinquième évènement de la chronologie des Rebellion.

## Contexte
Cet événement de catch professionnel présente différents matchs impliquant des catcheurs heel (méchant) et face (gentil), ils combattent sous un script écrit à l'avance.

## Tableau des matchs
| Ordre par numéros | Résultat | Stipulation(s)                                                         | Temps |
| --- | --- | ---------------------------------------------------------------------- | ----- |
| 1P | Champagne Singh et Shera battent Heath et Rhino | Tag Team match                                                         | 6:10  |
| 2P | The Coven (KiLynn King et Taylor Wilde) (c) bat Death Dollz (Jessicka et Rosemary)                                                                                              | Tag Team match pour les Impact Knockouts Tag Team Championship         | 11:34 |
| 3 | Bullet Club (Ace Austin et Chris Bey) (c) bat Motor City Machine Guns (Alex Shelley et Chris Sabin)                                                                             | Ultimate X match pour les Impact World Tag Team Championship           | 13:05 |
| 4 | Dirty Dango, Joe Hendry et Santino Marella battent The Design (Angels, Callihan, Deaner et Kon)                                                                                 | 3-on-4 Handicap match                                                  | 10:50 |
| 5 | PCO bat Eddie Edwards | Last Ride match                                                        | 13:49 |
| 6 | Trey Miguel (c) bat Jonathan Gresham et Mike Bailey | Triple Threat Elimination match pour le Impact X Division Championship | 13:55 |
| 7 | Team Dreamer (Tommy Dreamer, Bhupinder Gujjar, Frankie Kazarian, Killer Kelly et Yuya Uemura) battent Team Bully (Bully Ray, Brian Myers, Moose, Kenny King et Masha Slamovich) | War Hardcore match                                                     | 25:15 |
| 8 | Steve Maclin bat Kushida | Match simple pour le Impact World Championship vacant                  | 16:30 |
| 9 | Deonna Purrazzo bat Jordynne Grace | Match simple pour le Impact Knockouts Championship vacant              | 17:10 |
| La lettre C placée entre parenthèses désigne la personne ou l’équipe championne en titre. P – indique que le match a eu lieu lors du pré-show | |                                                                        |       |